# 太和镇 (清远市)
太和镇，是中华人民共和国广东省清远市清新区下辖的一个乡镇级行政单位。2020年人口287328人。

## 行政区划
太和镇下辖以下地区：
向群社区、玄真社区、明霞社区、西河社区、建设社区、黄坑村、乐园村、周田村、飞水村、塔脚村、告星村、五星村、井塘村、新洲村、白莲村和万寿村。